# تاريخ نادي برشلونة

أول شعار لنادي برشلونة عام 1899

يعود تاريخ نادي برشلونة إلى العام 1899 وقد تم تأسيسه من قبل مجموعة من الهواة الإنجليز والسويسرين والإسبان تحت قيادة السويسري خوان غامبر، وقد شارك النادي منذ أوائل تأسيسة بعدد من البطولات الكروية التي كانت تقام في تلك الفترة وخصوصا بطولة دوري كاتالونيا وكأس الملك، ورغم أن النادي تم تأسيسة من قبل اجانب كرمزية ان النادي بدأ عالميا ولا زال، إلا أنه ارتبط ارتباط كلي بالهوية والقومية والقيم الكاتلونية، خصوصا في أواخر العقد 1920، نظراً لحالة الاضطهاد والقمع التي عانى منها إقليم كتالونيا من قبل الحكومة المركزية في مدريد بقيادة فرانثيسكو فرانكو الذي منع من استخدام اللغة الكاتالونية. لهذا الشعار "Més que un club" وهو شعار رفعه رئيس النادي نارسيس دي كريراس عام 1968. هذا الشعار (برشلونة أكثر من مجرد نادي) ليس مجرد شعار جامد فقد أتخذ النادي منذ أعوام قرار يقضي بموجبة التبرع بنسبة 0.7% من الدخل اليومي من اجل تأسيس برامج اجتماعية وإنسانية بالتعاون مع الأمم المتحدة واليونيسيف علاوة على تبرع النادي بمبلغ مليون ونصف المليون يورو سنوياً لمنظمة اليونيسيف التي يرتدي النادي شعارها منذ عدة سنوات كترويج لتلك المنظمة الإنسانية، النشيد الرسمي لبرشلونة هو «بعدم وجود أحد قادر على قهرنا» الذي كتبه جاومي البيكا وجوزيب ماريا إسبانيس. ملعب النادي يسمى بالكامب نو. يعد برشلونة أحد أبرز الأندية العالمية وأنجح الاندية الأوروبية حيث فاز بالعديد من البطولات المحلية والقارية والعالمية في مختلف الرياضات التي يشارك بها وهي بالإضافة لكرة القدم كرة السلة وهوكي الجليد وكرة اليد. يبلغ عدد أعضاء النادي ما يزيد عن 155 ألف عضو، ويعد برشلونة أكثر نادي شعبية في أوروبا إذ وصل عدد مشجعوه في القارة عام 2010 إلى 57.8 مليون تقريباً.، وتبلغ عدد الروابط التشجيعية للنادي 1828 رابطة موزعة في إسبانيا وأغلب دول العالم، يرأس النادي حالياُ خوان لابورتا ويدرب الفريق الأول لكرة القدم هانزي فليك

## ولادة برشلونة (1899–1922)

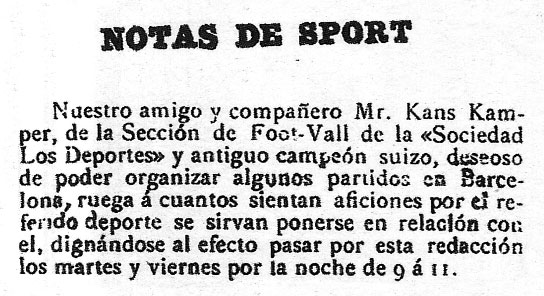
الملاحظات الرياضية

في 22 أكتوبر من عام 1899، وضع السويسري خوان غامبر إعلانا في لوس ديبورتس معلنا رغبته في تكوين نادي كرة قدم؛ فاستجاب عدد من اللاعبين القدامى لإعلانه، وعقدوا اجتماعًا في جيمناسيو سولي في 29 نوفمبر من نفس العام، بحضور أحد عشر لاعبا من جنسيات متعددة منحت النادي هوية متعددة الثقافات هم: الإنجليز جون بارسونز وويليام بارسونز، السويسريّان والتر وايلد (أول رئيس للنادي) وأوتو كونزل، الألماني أوتو ماير، والإسباني لويس دوسو، بارتيمو تيراداس، إنريك دوكال، بير كابوت، كارليس بجول وجوزيب لوبيت، الذين وضعوا حجر الأساس للنادي، وهكذا ولد نادي برشلونة لكرة القدم.

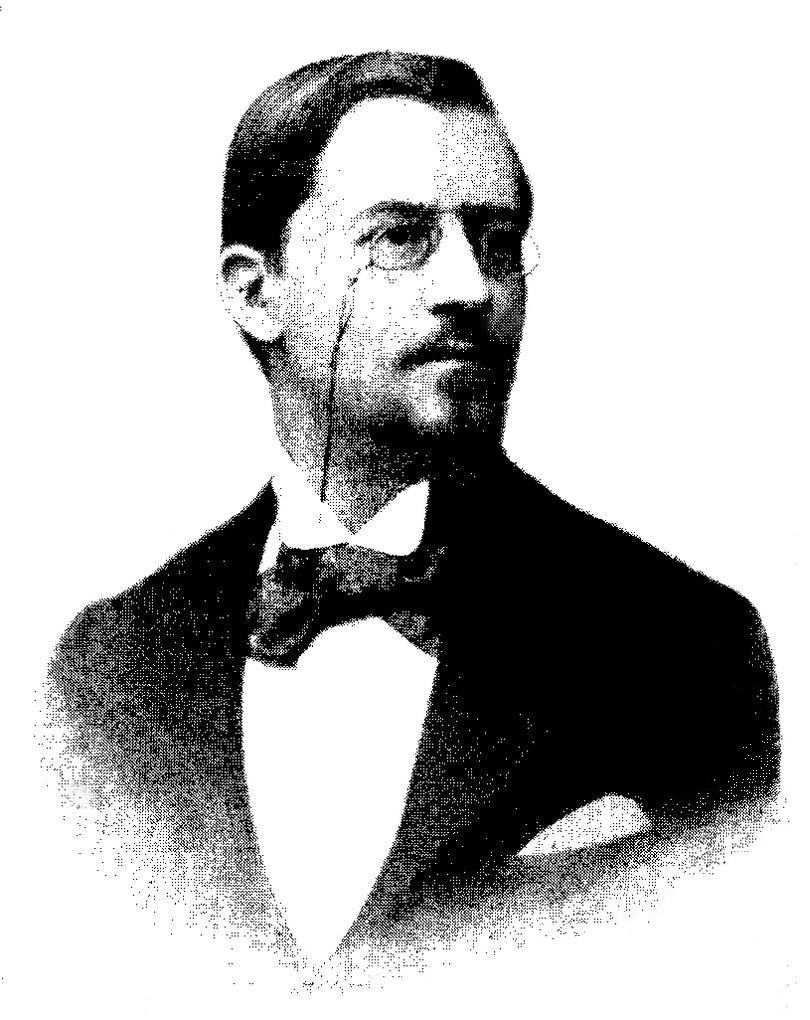
السويسري والتر وايلد أول رئيس لنادي برشلونة.

اختير السويسري والتر وايلد لرئاسة النادي كأول رئيس، كانت بداية برشلونة ناجحة في الكؤوس المحلية والوطنية، إذ شارك في بطولة كتالونيا وكأس ملك إسبانيا. في عام 1902، فاز النادي بأول ألقابه، وهو كأس ماكايا، وشارك في أولى دورات كأس ملك إسبانيا، وخسر بنتيجة 1–2 أمام نادي بزكايا في المباراة النهائية.، في العقد الأول للنادي لعب فريق كرة القدم في ملاعب وساحات عامة؛ في الفترة 1899–1900 لعب في حديقة فندق بونانوفا وخلال عامي 1900–1901 لعب في حديقة فندق كازونوفاس وانتقل للعب بين عامي 1901–1905 إلى ساحة كاريتيرا ثم ساحة مونتانير بين عامي 1905–1909؛ وكان زي الفريق مكونا من فانيله من اللونين الكحلي والأحمر وسروال أبيض طويل، أول مباراة في تاريخ النادي كانت في 9 ديسمبر 1899 في ساحة فندق بونانوفا وكانت مباراة ودية أمام فريق من الهواة الإنجليز ضم عددا من لاعبي برشلونة وكانت عشرة لاعبين ضد عشرة خسرها برشلونة 0–1  أما أول مباراة رسمية فكانت في بطولة كأس ملك إسبانيا وشاءت الصدف أن تكون أمام ريال مدريد بتاريخ 13 مايو 1902 وفاز حينها برشلونة 3-1، تولى خوان غامبر مؤسس برشلونة رئاسة النادي لأول مرة في عام 1908، وكان النادي آنذاك واقعًا في ضائقة مالية بعد أن فشل في تحقيق أي بطولة جديدة منذ أن فاز ببطولة كتالونيا عام 1905، وكان أهم إنجاز حققه في تلك الفترة هو تأمين ملعب خاص بالنادي، الأمر الذي جعله يحقق دخلاً مستقرًا لأول مرة في تاريخه.
يوم 14 مارس 1909، انتقل الفريق إلى ملعب كامب ديل لا إندوستريا وهو ملعب كبير يتسع لستة آلاف شخص وكان أول ملعب مضاء في إسبانيا، وخلال الفترة الممتدة من عام 1910 إلى عام 1914 شارك برشلونة في بطولة كأس برانس، التي كانت تضم أفضل فرق مقاطعات لانغيدوك، ميدي، أكيتين (جنوب فرنسا)، بلاد الباسك، وكتالونيا، وكانت تلك البطولة تعتبر آنذاك أفضل المسابقات المفتوحة. خلال الفترة نفسها، غير النادي لغته الرسمية من القشتالية إلى القطلونية وأخذت شعبيته تتزايد تدريجيًا إلى أن أصبح رمزًا مهماً في الهوية الكتالونية، ويتضح ذلك جليًا من خلال الأنصار، إذ أن كثيرًا منهم، أقدموا على تشجيع النادي كونه كان ناديًا كتالونيًا يمثلهم ويمثل قوميتهم، ولم يكن تشجيعهم له بسبب طريقة اللعب المميزة على الإطلاق.

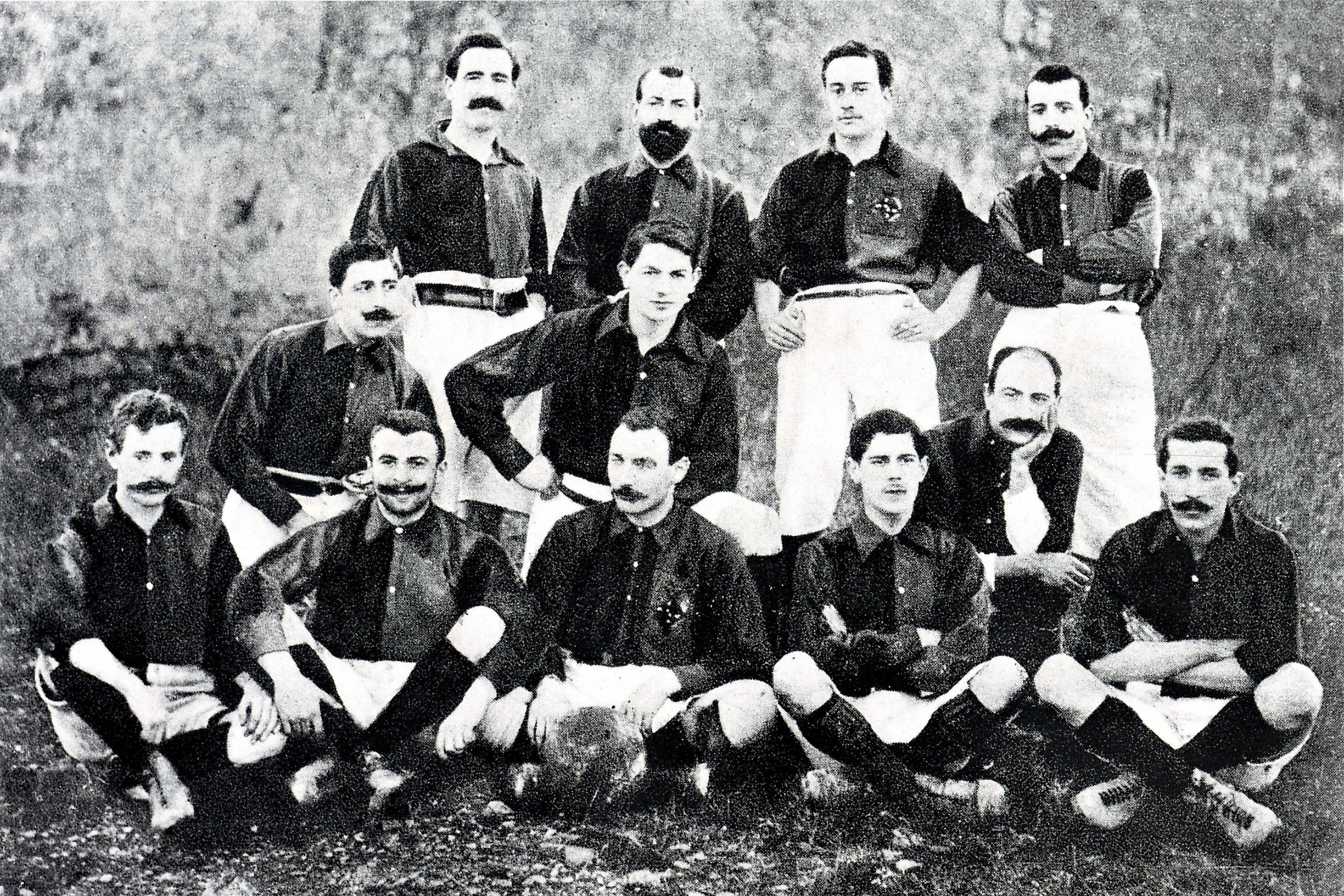
تشكيلة الفريق في عام 1903.

كان الفريق خلال فترة كامب ديل لا إندوستريا 1909–1922 في أوج عطائه وازدهاره وتمكن بفضل عدد من اللاعبين أبرزهم باولينو ألكانتارا صاحب 369 هدف بقميص النادي، الفوز بثمانية ألقاب في بطولة دوري كتالونيا، وخمسة في بطولة كأس ملك إسبانيا، وأربعة في بطولة كأس برانس، فاعتبرت تلك المرحلة بمثابة «عصر ذهبي» للنادي.
عام 1912 عُيِّن لاعب الفريق الإنجليزي بيلي لامبي أول مدرب بأجر للفريق في عهد خوان غامبر خلال فترة رئاسته الثانية، وكان من إنجازات غامبر (تولى رئاسة النادي في خمس مناسبات منفصلة بين عاميّ 1908 و1925) أيضًا زيادته عدد أعضاء النادي، الأمر الذي كان له عدّة آثار إيجابية، فقد أطلق حملة لتعيين المزيد من الأعضاء، وبحلول عام 1922 تمكن النادي من اجتذاب أكثر من 20،000 عضو، فأصبح بإمكانه شراء ملعب جديد، وسرعان ما تم ذلك، إذ اشترى ملعب ليس كورتس، الذي افتتح في العام نفسه، ونُقل المقر الرئيسي إليه، وكان ملعب ليس كورتس يتسع لاثنين وعشرين ألف متفرج، وقد وُسِّع فيما بعد حتى وصلت قدرته الاستيعابية إلى 60،000 متفرج.

## الخروج من عنق الزجاجة (1922–1957)
لاعبو البرشا أمثال زامورا وغيره جلبوا له النجاح والتميز في الأداء واستطاعوا الفوز بأول بطولة الدوري الإسباني وكان ذلك عام 1929 وفي هذه الفترة تم بناء ملعب لا كورتس الذي كان يتسع لثلاثين ألف متفرج ووسع فيما بعد لتصل طاقته الاستيعابية إلى 60 ألف متفرج.
في أواخر العقد 1940 بدأ النادي يتعافى من مشاكله التي كادت أن تؤدي لحله  واستطاع النادي الفوز بالدوري الإسباني لأول مرة منذ 15 عاما بمساعدة لاعبين أمثال سيزار ألفاريز
 وفيلاسكو. اتجهت الأوضاع السياسية في البلاد إلى الهدوء وأدى ذلك إلى تحسن مستوى لعب النادي وازداد عدد الأعضاء مما جعل مشاكل النادي المادية تتلاشى شيئا فشيئا. وقع اللاعب كوبالا عقدا مع النادي واستطاع البارسا الفوز بكل بطولة لعبها تقريبا في السنوات الأولى من قدومه (بطولة الدوري مرتين والكأس 3 مرات) شهدت الفترة الممتدة من العام 1928 حتى العام 1958 والبالغة 30 عاما فوز النادي في خمسة عشر لقب محلي وهي 6 القاب دوري إسباني 5 القاب كأس ملك إسبانيا وظفر الفريق في اربع مناسبات ببطولة كأس إيفا دوارتي التي كانت تجمع بطل الدوري مع بطل الكأس على غرار بطولة كأس السوبر الإسباني حاليًا، في كل من أعوام 1948 و1952 و1953 ، إضافة إلى بطولة الكأس اللاتيني اعوام 1949 و1952، وحقق بطولة كأس العالم المصغرة للأندية عام 1957 والبطولتين الأخيرتين توقفتا، الجدير ذكره أنه أثناء هذه الحقبة الزمنية توقفت المسابقات المحلية اعوام 1937. 1938. 1939 نتيجة الحرب الأهلية في إسبانيا، في عام 1953 اتفق النادي الكاتلوني مع اللاعب الأرجنتيني ألفريدو دي ستيفانو للعب مع النادي لكن ونظرا لحالة التضيق من قبل نظام فرانثيسكو فرانكو والاتحاد الأسباني غيرت قوانين الاتحاد الأسباني لإفشال تلك الصفقة وتمهيدا لكي يلعب مع ريال مدريد وهو ما تم فعلا ، رغم النجاحات التي تحققت خلال هذه الفترة الممتدة من 1928–1958 واعتبارها إحدى الفترات الذهبية كرويا في تاريخ النادي  إلا أنها كانت فترة حرجة وحساسة جدا في تاريخ النادي نظرا للتضيق الذي تم ممارسته على النادي من قبل نظام فرانثيسكو فرانكو كادت أن توقف مسيرة النادي، لكن النادي الكاتلوني استطاع من الحفاظ على كيانة الرياضي، والخروج من تلك المرحلة الصعبة.

## فترة الثبات (1958–1978)

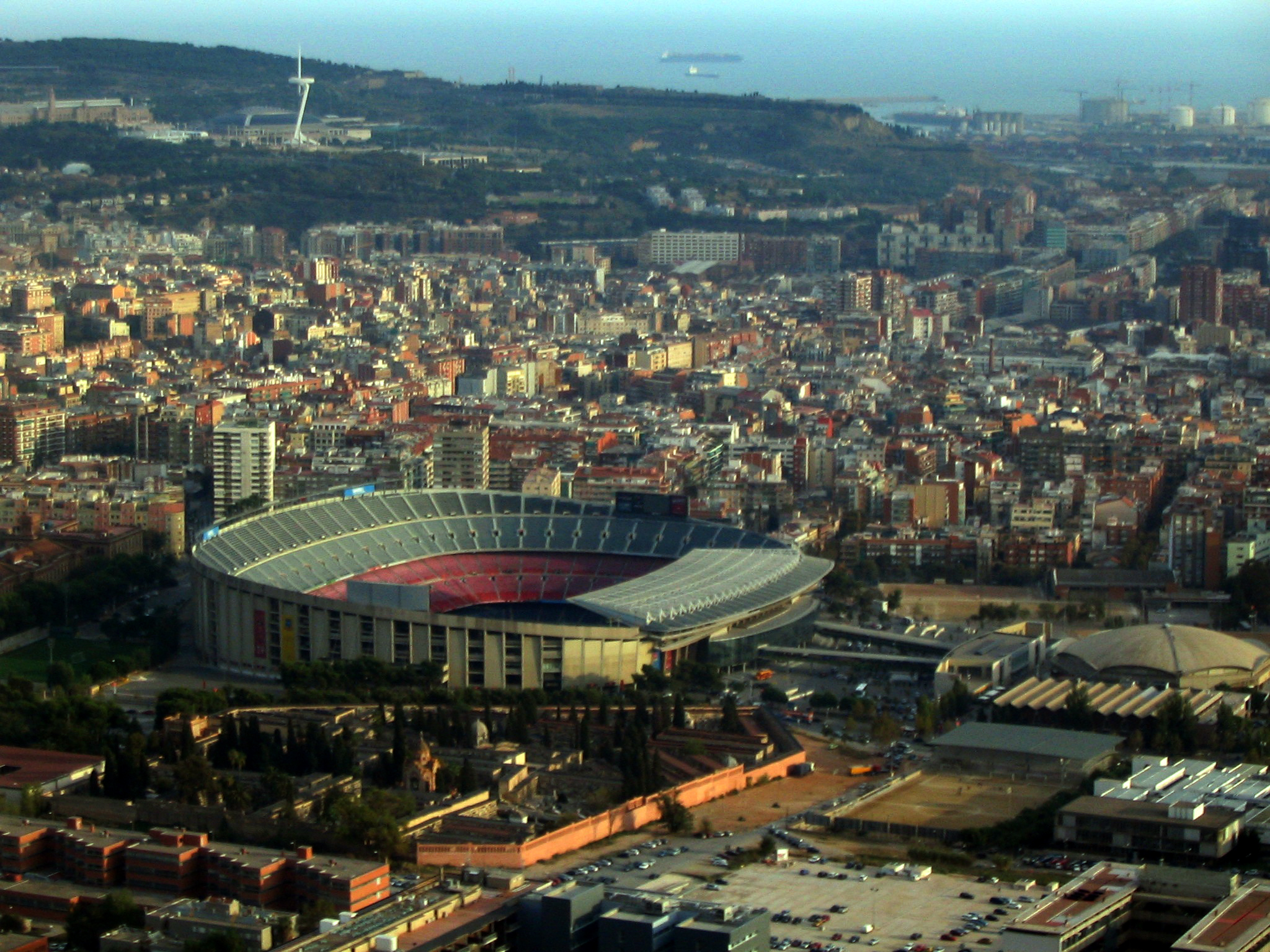
ملعب النادي، الكامب نو، شيد بدعم مالي من انصار النادي في عام 1957.

في عام 1957 تم افتتاح ملعب النادي الجديد الكامب نو الذي يعتبر من أكبر ملاعب العالم لكرة القدم إذ يتسع لما يزيد عن 90 ألف متفرج. لم يكن افتتاح ملعب كامب نو فال حسن للفريق الكاتلوني فقد شهدت الفترة الممتدة من عام 1958 وحتى العام 1978 غياب النادي الكاتلوني عن منصات التتويج المحلية الا ما ندر بالرغم من امتلاك النادي للاعبين مميزين وبالرغم من وضعه المالي المريح إذ لم يحصل النادي خلال تلك الفترة البالغة 20 عامًا إلا على 5 بطولات كأس إسبانيا رغم هيمنة النادي الكاتلوني على تلك البطولة سابقا أضافة إلى لقب الدوري الأسباني 3 مرات فقط هذا السبات المحلي رافقة نتائج جيدة إلى حد ما على المستوى الأوروبي إذ حقق الفريق لقب كأس المعارض الأوروبية في أول نسختين على التوالي اعوام 1958 و1960، ووصل إلى النهائي الثالث بذات البطولة لكنة خسر من مواطنة نادي فالنسيا قبل أن يحققها للمرة الثالثة في تاريخة عام 1966، إضافة إلى وصول النادي للمباراة النهائية في دوري أبطال أوروبا بمسماها القديم كأس الأندية الأوروبية البطلة في نسختها السادسة عام 1961 وخسارة برشلونة المباراة النهائية امام نادي بنفيكا البرتغالي 2–3، ووصول النادي إلى المباراة النهائية لبطولة كأس الكؤوس الأوروبية عام 1969 وخسارته المباراة النهائية امام نادي سلوفان براتيسلافا التشيكي نتيجة 2–3.
في عام 1973 وقع اللاعب الهولندي يوهان كرويف عقدا مع النادي الإسباني. أسلوب لعب كرويف المثير، السريع والذكي جعله محبوب الجماهير سريعا. حتى أن قيمة عقده التي بلغت حوالي 922 ألف جنيه إسترليني (الأعلى في ذلك الوقت) لم تساوِ شيئا في أعين مسؤولي النادي ومشجعيه وخاصة بعد الانتصار على ريال مدريد في معقله بخمسة أهداف دون مقابل والظفر بلقب الدوري الإسباني ذاك العام. في العام التالي وصل عدد الأعضاء المنتمين إلى النادي 70 ألف عضو، لم تكن فرحة جماهير النادي الكاتلوني بالإنجاز الذي حققه الفريق بقيادة كرويف فرحة عادية بتحقيق الدوري الإسباني خصوصا ان ذلك اللقب بقي غائب عن خزائن النادي مدة 14 عام، ورغم تألق برشلونة في العام 1973 وفوزة على ريال مدريد في سانتياغو برنابيو 5–0 بنفس العام إلا أن الوصول لمنصات التتويج غاب عنة الفريق مدة 5 اعوام وتحديدا العام 1978 عندما حقق الفريق لقب كأس ملك إسبانيا العام 1978 وللمرة العشرون في تاريخ النادي، خلاصة الفترة الممتدة 20 عامًا 8 القاب محلية و3 القاب أوروبية. وبالرغم من شح الألقاب في تلك الفترة إلا أن القبول الاجتماعي للنادي في كاتلونيا بدأ يزداد كما ازداد المردود المادي له.

## نونيز وسنوات الاستقرار (1978–2000)
مع وصول خوسيه لويس نونيز لسدة رئاسة النادي الكاتلوني في عام 1978، تم انتخاب رئيس نادي برشلونة من قبل أعضاء النادي. وكان هذا القرار مرتبط بشكل وثيق بانتقال إسبانيا إلى الديمقراطية في عام 1974 ونهاية ديكتاتورية فرانكو. وكان هدف نونييز الرئيسي بتطوير برشلونة إلى ناد على مستوى عالمي بمنحه الاستقرار داخل وخارج الملعب. بناء على توصية من كرويف، افتتح نونيز لا ماسيا أكاديمية برشلونة للشباب يوم 20 أكتوبر عام 1979. كانت رئاسته لآخر 22 عاما وأثرت تأثيرا عميقا في صورة برشلونة، حيث تمسك نونيز بسياسة صارمة فيما يتعلق بالأجور والانضباط، بترك لاعبين أمثال دييغو مارادونا، روماريو ورونالدو في الانتقال بدلا من تلبية مطالبهم.
في 16 مايو 1979، فاز النادي بأول لقب من كأس الكؤوس الأوروبية بفوزه على فورتونا دوسلدورف 4–3 في بازل في النهائي الذي شاهده أكثر من 30،000 من مشجعي البلوغرانا المسافرين. في يونيو 1982 تم التعاقد مع مارادونا بمبلغ قياسي عالمي انذاك مقابل 5 ملايين جنيه استرليني من بوكا جونيورز. في الموسم التالي، تحت قيادة المدرب مينوتي، فاز برشلونة ب كأس ملك إسبانيا، بفوزه على ريال مدريد. كانت فترة مارادونا في برشلونة قصيرة جداً؛ وسرعان ما انتقل لنابولي. في بداية موسم 1984–85 عين تيري فينابلز كمدرب، وفاز بالدوري الإسباني في عرض ملحوظ من جانب لاعب الوسط الألماني بيرند شوستر. في الموسم القادم قاد فينابلز الفريق إلى ثاني نهائي كأس أوروبا، إلا أنه خسر بركلات الترجيح أمام ستيوا بوخارست خلال الأمسية الكبيرة في إشبيلية.
بعد كأس العالم 1986، تم التعاقد مع الهداف الإنجليزي غاري لينيكر بالإضافة إلى حارس المرمى أندوني زوبيزاريتا، ولكن الفريق لم يستطع أن يحقق النجاح حيث تم استبعاد شوستر عن الفريق. تمت إقالة فينابلز في بداية موسم 1987–88 واستبداله بلويس أراغونيس. ثار اللاعبين ضد الرئيس نونيز في حدث أصبح يعرف باسم ثورة هيسبيريا، والفوز 1–0 في نهائي كأس ملك إسبانيا ضد ريال سوسيداد أنهى الموسم.
في عام 1988، عاد يوهان كرويف إلى النادي كمدرب وشكل ما يسمى ب(الدريم تيم) أي فريق الأحلام. حيث استخدم مزيجاً من اللاعبين الإسبان مثل بيب غوارديولا، خوسيه ماري باكيرو، وتشيكي بيغريستين في حين تعاقد مع نجوم عالميين مثل رونالد كومان، مايكل لاودروب، روماريو، وخريستو ستويتشكوف. في ظل قيادته، فاز برشلونة بالدوري الإسباني أربع مرات متتالية من 1991 إلى 1994. تغلبوا على سامبدوريا في كلا نهائي كأس الكؤوس الأوروبية 1989 وكأس أوروبا 1992 على ويمبلي. فازوا أيضا بكأس ملك إسبانيا في عام 1990، وكأس السوبر الأوروبي في عام 1992، وبثلاثة كأس السوبر الإسباني. ب11 بطولة، أصبح كرويف من أنجح المدربين في تاريخ النادي حتى الآن، حاليا يتقاسم هذا الرقم مع بيب غوارديولا. وأصبح أيضا أطول من درب النادي على التوالي، لمدة 8 سنوات. تغير حظ كرويف في أخر موسمين له مع الفريق، عندما فشل في الفوز بأي لقب وخلافه مع الرئيس نونيز، أدى إلى رحيله.

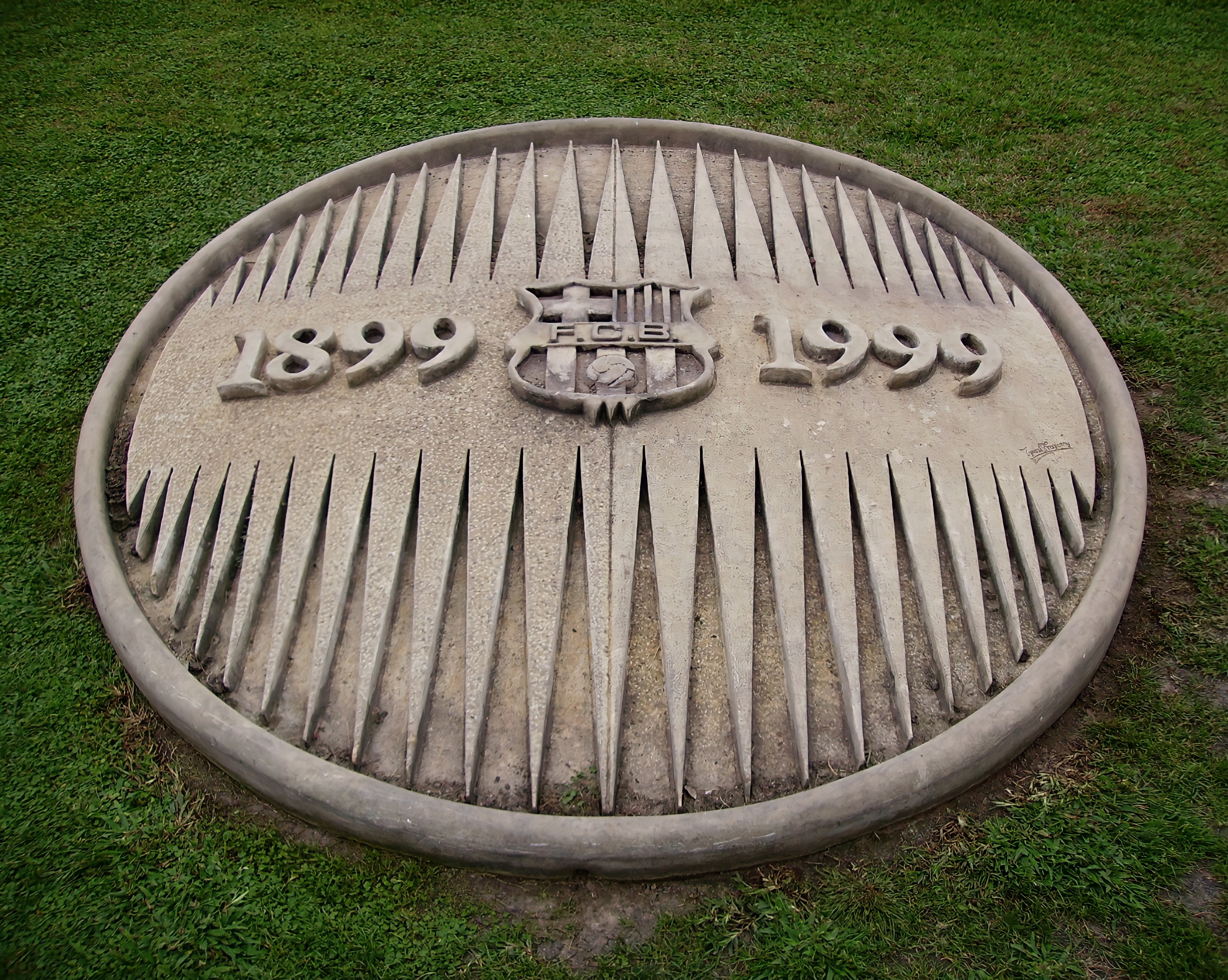
نصب تذكاري دشن في العام 1999 بمناسبة احتفال النادي بالمئوية.

بفترة قصيرة تم استبدال كرويف ببوبي روبسون، الذي تولى مسؤولية النادي لموسم واحد في 1996–97. قام بضم رونالدو من آيندهوفن وحقق ثلاثة كؤوس، كأس ملك إسبانيا، كأس الكؤوس الأوروبية، كأس السوبر الإسباني. على الرغم من نجاحه إلى روبسون كان فقط كحل مثيل لمدة قصيرة في حين انتظر النادي لويس فان خال ليصبح متاح. مثل مارادونا، رونالدو بقي فقط لفترة قصيرة بعدها رحل لإنتر ميلان. ومع ذلك، ظهر أبطال جدد مثل لويس فيغو، باتريك كلويفرت، لويس إنريكي والبرازيلي ريفالدو واستطاع الفريق أن يحقق الثنائية الدوري الإسباني والكأس في عام 1998. في عام 1999 احتفل النادي 'بالذكرى المئوية'، بالظفر باللقب الدوري الإسباني. أصبح ريفالدو رابع لاعب من برشلونة يحصل على جائزة الكرة الذهبية. رغم هذا النجاح المحلي، إلا أن الإخفاق في منافسة ريال مدريد في دوري أبطال أوروبا أدت إلى استقالة فان خال ونونيز في عام 2000.

## سنين الضياع والاضطراب (2000–2004)
في عام 2000 تم انتخاب خوان غاسبارت خلفا لخوسيه لويس نونيز. أوضاع النادي كانت سيئة جدا  وخاصة بعد انتقال النجم البرتغالي لويس فيغو إلى ريال مدريد الغريم التقليدي لنادي برشلونة في اليوم التالي للانتخابات. بالرغم من إخفاق الإدارة الجديدة السريع فإنها زادت الطين بلة بسياساتها غير الحكيمة. قادت مصروفات خوان غاسبارت على النادي إلى مشاكل مادية ضخمة. تم جلب العديد من المدربين ومع كل مدرب مجموعة من اللاعبين فتجمع للنادي لاعبين موهوبين مميزين خلال فترة 3 سنوات القليل منهم أتيحت له الفرصة للعب مع الفريق وبقي معه. غياب الفريق عن أي لقب محلي أو أوروبي والأداء السيئ للاعبي الفريق وارتفاع ديون النادي لتصل لحوالي 150 مليون يورو أدت كلها إلى ضغوط اجتماعية غير محتملة على إدارة النادي الأمر الذي أجبرها على الاستقالة. رغم امتلاك برشلونة في تلك السنوات القاحلة على صعيد الألقاب لاعبين مميزين أمثال ريفالدو ومارك أوفرمارس الذي كان حينها الصفقة الأغلى بتاريخ النادي وباتريك كلويفرت وآخرون إلا أن التخبط الأداري رافقه تخبط في نتائج وأداء الفريق عزز ذلك الخلافات والعداوات الشخصية من قبل بعض المدربين وخصوصا الهولندي الذي عاد مجددا لتدريب برشلونة لويس فان خال تجاه ريفالدو الذي توج من قبل بجائزة الكرة الذهبية ولاعبين آخرين.

## فترة ذهبية جديدة (2005–2008)

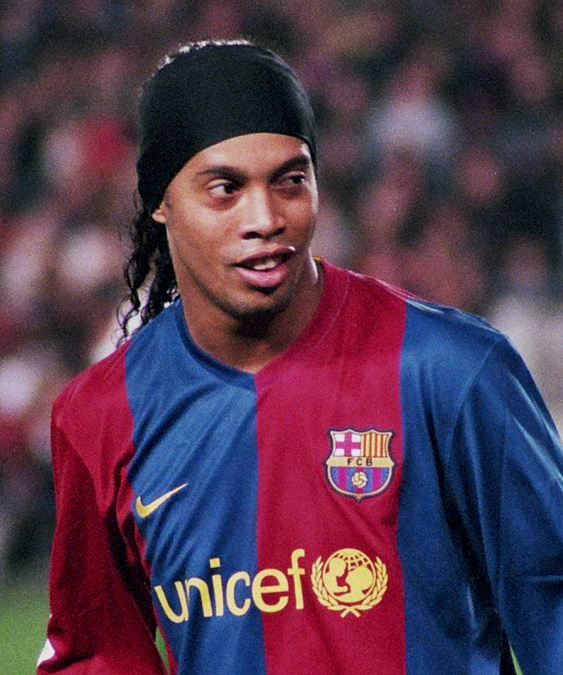
إدارة التسويق في النادي أعادة تعريف استراتيجياتها حول الشعبي رونالدينيو.

قامت انتخابات في النادي فاز على إثرها السيد خوان لابورتا  الذي بقدومه جلب النجم البرازيلي رونالدينيو من نادي باريس سان جيرمان الفرنسي بعد تنافس مع نادي مانشستر يونايتد الإنجليزي لنيل خدمات النجم البرازيلي بصفقة بلغت قيمتها 30 مليون يورو  وتم التعاقد مع مدرب المنتخب الهولندي–سابقا–فرانك رايكارد كمدرب للنادي وأدى ذلك لتحسين أداء النادي بشكل ملحوظ. وضعت خطط اقتصادية للنادي وتم بيع أغلب لاعبيه. في موسم 2003–04 أنهى الفريق الموسم في المركز الثاني بعد أن قضى نصف مدة الموسم في قعر ترتيب الدوري العام. في الموسم التالي ومع استقدام كل من المهاجم الكميروني صامويل إيتو والبرتغالي ديكو ومع التألق غير العادي للنجم البرازيلي رونالدينيو تصدر البارسا الدوري من بداياتة ونالة باستحقاق ليرفع النادي عدد مرات حصولة علية لسبع عشرة مرة. وليعتلي مجددا الفريق منصات التتويج بعد غياب دام ستة سنوات بلا القاب وحصل الفريق بعد ذلك على الدوري الإسباني مرة أخرى في موسم 2005–06 للمرة الثامنة عشرة في تاريخه والثانية في عهد المدرب فرانك رايكارد، وفي ذات الموسم حقق برشلونة لقب طال انتظارة دوري أبطال أوروبا للمرة الثانية في تاريخ النادي، في أوائل موسم 2006–07 فشل الفريق في تحقيق بطولة كأس السوبر الأوروبي وخسر مباراة السوبر أمام مواطنه نادي إشبيلية الإسباني، لكن الفريق عوض ذلك الإخفاق بعدها بايام عندما حقق لقب كأس السوبر الإسباني للمرة السابعة بتاريخ النادي والثانية وعلى التوالي بعهد فرانك رايكارد، في أوآخر العام 2006 شارك النادي في بطولة كأس العالم للأندية، واخفق الفريق بتحقيق البطولة عندما خسر في المباراة النهائية امام نادي نادي إنترناسيونال البرازيلي بهدف، فشل الفريق خلال موسم 2006–07 في الحفاظ على لقبه الأوروبي فخرج أمام نادي ليفربول في دور الـ16 من البطولة وفشل الفريق كذلك في الاحتفاظ بلقب الدوري الإسباني للمرة الثالثة على التوالي بعد أن تعادل مع فريق ريال مدريد بعدد النقاط لكن نادي الريال توج بالبطولة لتفوقة على برشلونة في المواجهات المباشرة.
في موسم 2007–08 تراجعت نتائج الفريق كثيرا، فخرج امام نادي فالنسيا في بطولة كأس ملك إسبانيا في الدور نصف النهائي
وخرج كذلك من دوري أبطال أوروبا امام نادي مانشستر يونايتد الإنجليزي بالدور نصف النهائي، وكانت نتائج الفريق في الليغا كارثية، وتعالت الأصوات بضرورة اقالة فرانك ريكارد من تدريب الفريق نظرا لنتائج الفريق المخيبة في موسم 2007–08، وهو ما حدث فعلا في صيف العام 2008 وتم تعين لاعب النادي الاسبق بيب غوارديولا خلفا لة وبيع في صيف ذات العام 2008 رونالدينيو إلى نادي إيه سي ميلان ليسدل الستار عن فترة كان عنوانها الابرز رايكارد ورونالدينيو، وتبدأ فترة ستكون أكثر اشراقا بقيادة المدرب بيب غوارديولا.

## عصر غوارديولا والسداسية التاريخية (2008–2012)

#### بيب والتيكي تاكا
مع تبوأ بيب غوارديولا دفة الإدارة الفنية لبرشلونة تغيرت أمور كثيرة في الفريق سواء بانضباط اللاعبين أو بأدائهم داخل الملعب. خلال عامه الأول مع برشلونة حقق غوارديولا ما لم يحققه أي مدرب في العالم، ففي تاريخ 2 مايو عام 2009، خاض برشلونة مباراة الكلاسيكو مع غريمه التقليدي ريال مدريد في معقل الأخير، ملعب سانتياغو برنابيو، وحقق برشلونة حينها انتصارًا مدويًا، ففاز بنتيجة 6–2. ضمنت تلك النتيجة إلى حد كبير فوز برشلونة بلقب الليغا، وبعدها بأسبوعين التقى برشلونة مع أتلتيك بلباو في نهائي كأس ملك إسبانيا، وحقق برشلونة اللقب الذي كان غائبا عن خزائنه مدة 13 عامًا، وفي أواخر ذات الشهر حقق برشلونة لقب دوري أبطال أوروبا على حساب نادي مانشستر يونايتد الإنجليزي، وليكون ذلك اللقب الثالث للنادي بتلك البطولة.
في شهر أغسطس من ذلك العام ظفر برشلونة ببطولتي كأس السوبر الإسباني على حساب أثلتيك بلباو للمرة الثامنة بتاريخه وبطولة كأس السوبر الأوروبي على حساب نادي شاختار دونستيك الأوكراني، وفي أواخر العام ذاته شارك النادي كممثل لقارة أوروبا في بطولة كأس العالم للأندية محققًا لقبها لأول مرة في تاريخه بعد انتصاره في المباراة النهائية على نادي إستوديانتيس دي لا بلاتا الأرجنتيني في نهائي مثير امتد لشوطين إضافيين، ليسدل الفريق الستار عن ذلك العام الاستثنائي بإنجاز غير مسبوق، بلغ 6 ألقاب بعام واحد، ويعرف باسم السداسية التاريخية. من أهم النجوم خلال ذلك العام: ليونيل ميسي، تشافي هيرنانديز، أندريس إنييستا.
رغم أن الغلة خلال عام 2010 لم تكن كسابقتها إلا أن الإبداع والأداء الراقي ظل مستمرًا. أبرز ما حدث في ذلك العام من إنجازات كان الظفر ببطولة الليغا للمرة العشرين بتاريخ النادي، وكأس السوبر الإسباني للمرة التاسعة، وخروج برشلونة من دوري أبطال أوروبا أمام إنتر ميلان الإيطالي من الدور نصف النهائي، وخرج كذلك مبكرًا من كأس ملك إسبانيا أمام نادي إشبيلية. أما على صعيد الانتقالات، فقد غادر خلال صيف ذلك العام الفرنسي تييري هنري، وسبقه في الرحيل الكميروني صامويل إيتو في صفقة مبادلة مع نادي الإنتر الإيطالي أتى بموجبها اللاعب السويدي إبراهيموفيتش في صفقة تعد الأكبر بتاريخ النادي. لم يمكث إبراهيموفيتش سوى عام واحد أعير بعده إلى لنادي ميلان الإيطالي، وضُم المهاجم الإسباني دافيد فيا من نادي فالنسيا خلال صيف عام 2010.
إداريًا فقد جرت انتخابات رئاسة للنادي، وصل على أثرها ساندرو روسيل لرئاسة النادي خلفًا للمحامي خوان لابورتا. في افتتاحية موسم 2010–11 حقق النادي لقب كأس السوبر الإسباني للمرة التاسعة في تاريخه، وشهد ذات الموسم صراعًا محتدمًا بين برشلونة وغريمه ريال مدريد، ولم يقتصر هذا الصراع على بطولة الليغا، التي حافظ عليها الفريق للمرة الثالثة على التوالي والحادية والعشرين في تاريخ النادي، إذ امتد الصراع ليشمل بطولتي كأس الملك ودوري أبطال أوروبا.

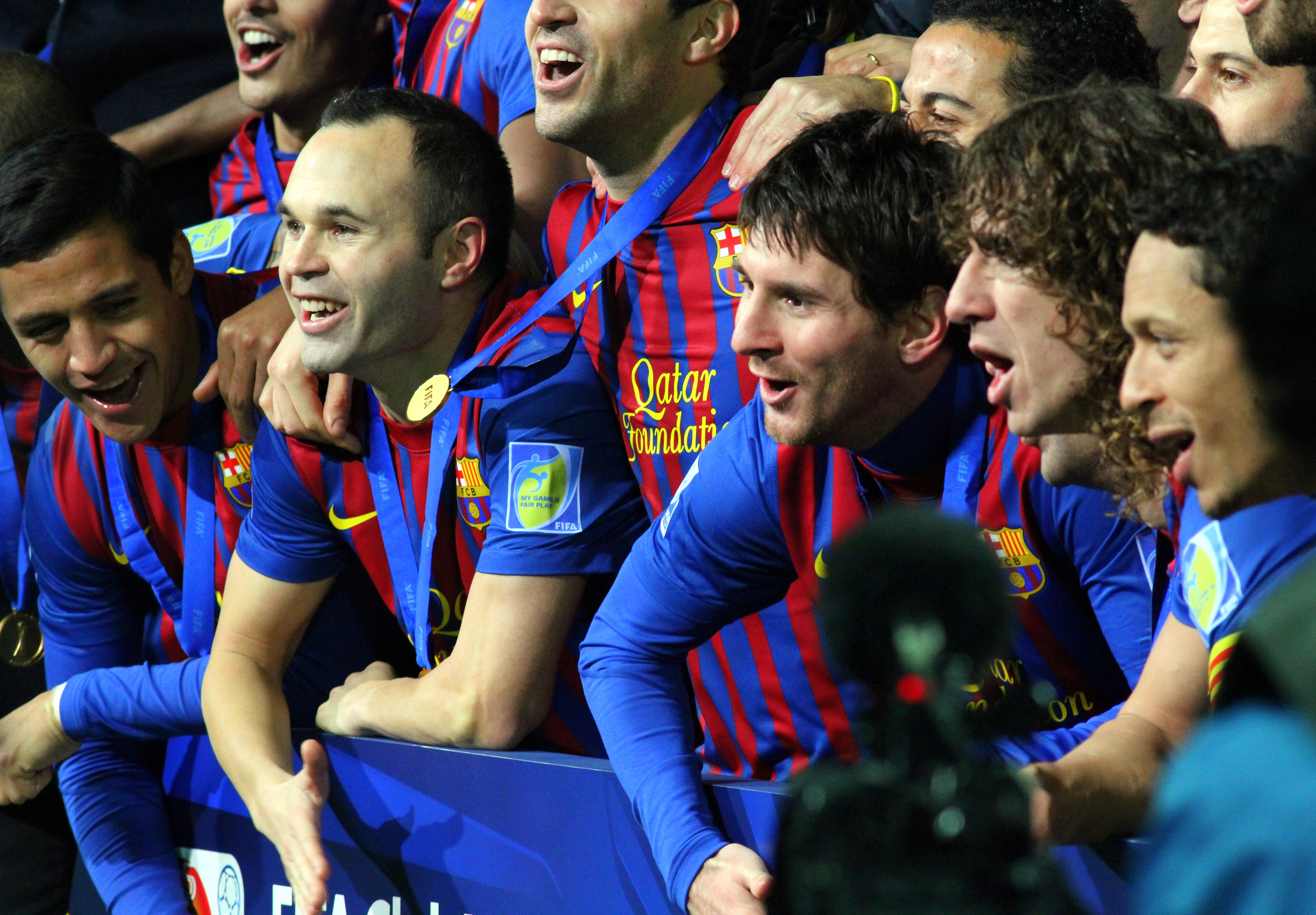
احتفال لاعبي برشلونة بلقب كأس العالم للأندية 2011.

وصل برشلونة المباراة النهائية ببطولة كأس ملك إسبانيا ليلتقي الريال الذي استطاع خطف هدف الفوز بالوقت الإضافي الأول، وبعد تلك المباراة بأقل من أسبوع التقى برشلونة مجددًا مع ريال مدريد في الدور نصف النهائي لبطولة دوري أبطال أوروبا واستطاع برشلونة الإطاحة بريال مدريد والوصول للمباراة النهائية بتلك البطولة، والتي جمعت برشلونة مع نادي مانشستر يونايتد الإنجليزي، على ملعب ويمبلي في العاصمة البريطانية لندن، انتصر على إثرها فريق المدرب بيب غوارديولا بنتيجة 3–1 بعد أداء خيالي لنجوم الفريق في المباراة النهائية، محققين اللقب الرابع للكتلان بتلك البطولة، ومحققين أيضًا رقما قياسيا في عدد مرات الوصول لمباراة نهائية في إطار بطولات الأندية الأوروبية.

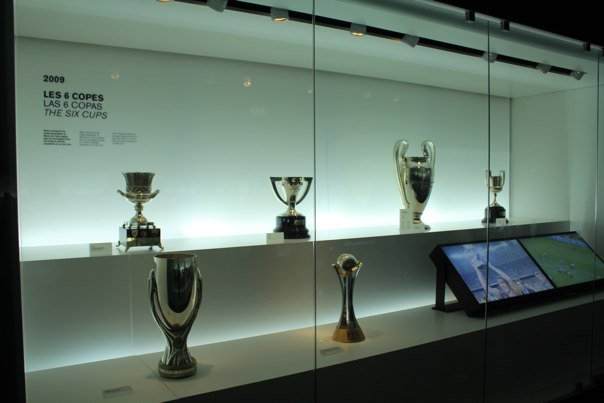
صورة للسداسية التاريخية التي فاز بها الفريق في موسم 2008–09.

لم تتوقف إنجازات النادي خلال عام 2011 عند ذلك، ففي مستهل الموسم الكروي 2011–12 وتحديدًا في منتصف شهر أغسطس، فاز النادي بكأس السوبر الإسباني عندما تفوق على غريمه التقليدي فريق ريال مدريد، ولم يمض أسبوع بعد تحقيق لقب تلك البطولة حتى حقق النادي كأس السوبر الأوروبي على حساب نادي بورتو البرتغالي، لتزداد غلة النادي من الألقاب ويصبح بيب غوارديولا أنجح مدرب في تاريخ النادي من حيث عدد الألقاب، وفي أواخر عام 2011 شارك النادي ببطولة كأس العالم للأندية في اليابان وتمكن من الظفر بلقب تلك البطولة بعد تفوقه في المباراة النهائية على فريق سانتوس البرازيلي بنتيجة 4–0 محققًا اللقب للمرة الثانية في تاريخه.

#### الانتكاسة
شهد موسم 2011–12 نهاية سلسلة انتصارات برشلونة، إذ لم يتمكن النادي من الحفاظ على ألقابه المحليَّة والأوروبيَّة باستثناء كأس ملك إسبانيا. فخلال الدور نصف النهائي في دوري أبطال أوروبا، خرج الفريق أمام نادي تشيلسي بعدها أعلن بيب غوارديولا أنه سيستقيل من منصبه بتاريخ 30 يونيو، وأنَّ مساعده تيتو فيلانوفا سيخلفه. أنهى بيب غوارديولا عقده مع برشلونة باحتلال المركز الثاني في الدوري الإسباني والفوز بنهائي كأس ملك إسبانيا، رافعاً بذلك عدد الألقاب التي حصدها مع برشلونة إلى 14 لقبا.
استهل فيلانوفا مشواره مع الفريق بخسارة كأس السوبر الإسباني أوائل موسم 2012–13، والخروج من بطولة الكأس، وصل أبناء المدرب فيلانوفا لنصف نهائي دوري أبطال أوروبا وتعرضوا لانتكاسه جديدة بعد الخسارة أمام فريق بايرن ميونخ الألماني بمباراتي الذهاب والإياب بمجموع 0–7، لكن في نهاية الموسم حقق النادي لقب الدوري الإسباني للمرة 22 في تاريخه برصيد 100 نقطة، وأعلن فيلانوفا استقالته من منصبه للتفرغ للعلاج من مرض السرطان (توفي ربيع العام 2014).
عاقد خلال فترة التعاقدات الصيفية اللاعبَ البرازيلي نيمار دا سيلفا بعد شرائه من نادي سانتوس البرازيلي بصفقة أثارت حولها الشبهات قدرت قيمتها 100 مليون يورو، وأعلن النادي عن تعاقده مع المدرب الأرجنتيني خيراردو مارتينو لتدريب الفريق لموسم 2013–14. في بداية عام 2014 أعلن رئيس النادي ساندرو روسيل تنحيه عن منصبه بسبب شبهات في صفقة نيمار وتسلم نائبه جوسيب بارتوميو رئاسة النادي. انتهى موسم 2013–14 دون أي نجاح، فخسر النادي نهائي الكأس وخرج من الدور ربع النهائي في دوري أبطال أوروبا أمام أتلتيكو مدريد وحصل على المركز الثاني في الدوري الإسباني، واكتفى ببطولة السوبر المحلي بداية الموسم، كما استقال المدرب مارتينو من منصبه.

## فترة ما بعد غوارديولا (2012–2020)

#### فترة إنريكي الذهبية
عين النادي لاعب الفريق السابق لويس إنريكي مدربًا للفريق لموسم 2014–15، ثم تعاقد النادي مع المهاجم الأوروغواياني لويس سواريز بمبلغ 75 مليون جنيه إسترليني قادماً من ليفربول الإنجليزي. كانت بداية مشوار النادي في الدوري الإسباني متذبذبة، إذ فقد الفريق صدارة الترتيب في منتصف مرحلة الذهاب، وتوترت علاقة نجم الفريق الأول ليونيل ميسي والمدرب لويس إنريكي في حدث كاد أن يعصف بطموحات الفريق لكن سرعان ما احتواه بعض اللاعبين. عاد الفريق مجدداً لتصدر الدوري الإسباني في منتصف مرحلة الإياب وحافظ على صدارته محققًا بذلك اللقب 23 في تاريخ الفريق والسابع لهم خلال السنوات العشرة الأخيرة. وفي منافسة كأس ملك إسبانيا ووصل للمباراة النهائية وتغلب على أتلتيك بلباو بنتيجة 3–1 محققاً لقبه السابع والعشرين في البطولة. وفي دوري أبطال أوروبا تجاوز الفريق نظيره الألماني بايرن ميونخ في الدور نصف النهائي، ليبلغ المباراة النهائية للمرة الثامنة بتاريخه والتي جمعته مع نادي يوفنتوس الإيطالي في 6 يونيو على الملعب الأولمبي في برلين. واستطاع خلالها أبناء المدرب لويس إنريكي تحقيق لقبهم الخامس في البطولة بعد الفوز بنتيجة 3–1 محققين الثلاثية للمرة الثانية في تاريخهم، بعد الثلاثية الأولى التي حققها الفريق بعهد بيب غوارديولا عام 2009.

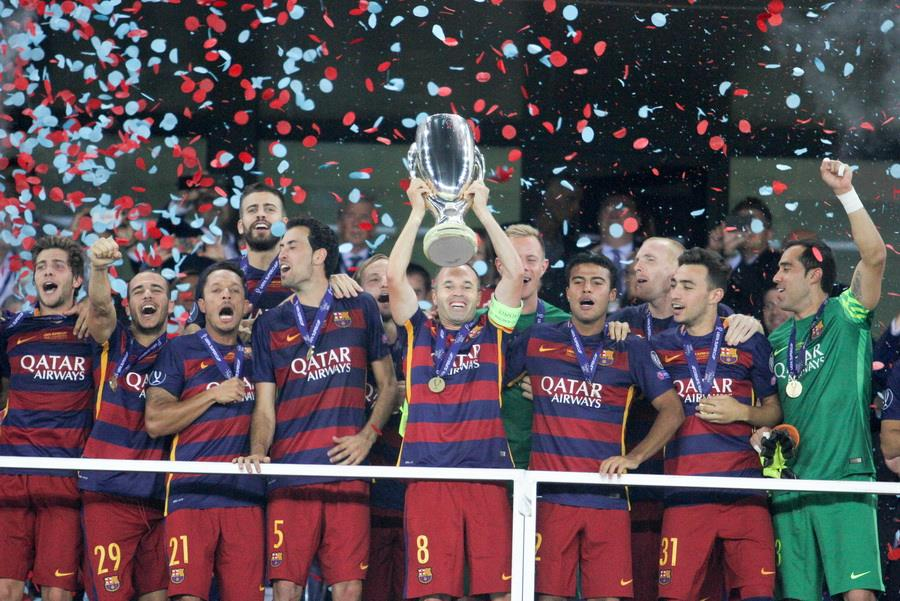
جانب من احتفال اللاعبين بلقب كأس السوبر الأوروبي 2015.

في 18 يوليو 2015 جرت انتخابات رئاسة النادي وتمكن جوسيب ماريا بارتوميو من الحفاظ على منصبه رئيسًا للنادي لفترة رئاسية مدتها ست سنوات بعد أن حصل على نسبة 54.6% من أصوات الناخبين متجاوزًا خصمه الرئيسي رئيس النادي السابق المحامي خوان لابورتا. في مستهل موسم 2015–16، وتحديدًا في منتصف شهر أغسطس عام 2015 خاض النادي مباراة كأس السوبر الأوروبي والتي جمعته بنادي إشبيلية وتمكن من الفوز في المباراة بنتيجة 5–4 بعد أن امتدت لشوطين إضافيين محققا لقبة الخامس في البطولة. بعدها بأيام خاض النادي مباراتي كأس السوبر الإسباني مع نادي أتلتيك بيلباو وخسر بمجموع كلا المباراتين بنتيجة 1–5، كذلك شارك النادي خلال شهر ديسمبر عام 2015 ببطولة كأس العالم للأندية التي أقيمت في اليابان ووصل المباراة النهائية التي جمعته مع نادي ريفر بليت الأرجنتيني على ملعب يوكوهاما الدولي وتمكن برشلونة من التفوق بنتيجة 3–0 وتحقيق لقبه الثالث في تلك البطولة والخامس خلال موسم 2014–15.
استكمل النادي مسيرته الجيدة خلال موسم 2015–16 وحقق لقبيّ الدوري الإسباني وكأس إسبانيا محققاً ثنائية الدوري والكأس للمرة السابعة في تاريخه، واللقب السادس في الدوري الإسباني في ثمانية مواسم، واستطاع كذلك كسر العديد من الأرقام القياسية. فاستطاع النادي خلال عام 2015 من تسجيل 180 هدفًا في جميع المسابقات، وبذلك حطم برشلونة الرقم القياسي لمعظم الأهداف المسجلة في سنة تقويمية واحدة، محطمًا الرقم القياسي السابق المسجحل لريال مدريد والبالغ 178 هدفًا في عام 2014.
في 10 فبراير 2016 حطم إنريكي الرقم القياسي السابق والمسجل باسم بيب غوارديولا في موسم 2010–11، فاستمر الفريق لـ28 مباراة متتالية بلا هزيمة في جميع المسابقات. وفي 3 مارس 2016 فاز برشلونة على نادي رايو فايكانو بنتيجة 5–1 ليحطم الرقم القياسي لغريمه ريال مدريد بـ34 مباراة دون هزيمة في جميع المسابقات والذي حققه في موسم 1988–89. استمر برشلونة بالفوز ووصل إلى 39 مباراة بلا هزيمة، لكنه تلك المسيرة انتهت مريرة أمام غريمهم اللدود ريال مدريد في ملعبهم الكامب نو، حيث خسر لقاء الديربي الذي أقيم في 2 أبريل 2016 بنتيجة 2–1 ضمن منافسات الدوري الإسباني. انهى الثلاثي الذهبي (ليونيل ميسي ونيمار ولويس سواريز) ذلك الموسم وقد سجلوا مجتمعين 131 هدفًا، محطمين الرقم القياسي الذي سجلوه في العام السابق لأكبر عدد من الأهداف سجلها ثلاثي الهجوم في موسم واحد.
أما علي صعيد القاري، أخفق برشلونة في الحفاظ على لقب دوري الأبطال بعد خروجه من الدور ربع النهائي، على الرغم من تحقيقهم لأكبر عودة في تاريخ دوري أبطال أوروبا. ففي دور الـ16، خسر برشلونة مباراة الذهاب ضد باريس سان جيرمان في فرنسا بنتيجة 4–0، لكنه عاد وانتقم لخسارته بفوز عريض في ملعبه الكامب نو بنتيجة 6–1 ولتصبح النتيجة النهائية 6-5 لصالح الفريق الكتالوني في مباراة عرفت واشتهرت باسم «لا ريمونتادا» (بالإسبانية: La Remontada) وتعني العودة، مما أهله لدور ربع النهائي. واجه برشلونة في الدور الذي يليه نادي يوفنتوس الإيطالي لكنه خسر خسارة قاسية قوامها 3–0.
واصل أبناء المدرب إنريكي تألقهم على الصعيد المحلي وحققوا لقب كأس السوبر الإسباني 2016 للمرة الثانية عشر في تاريخ النادي، بعد فوزهم ذهاباً وإياباً على منافسهم نادي إشبيلية 2–0 و3–0 على التوالي في بداية موسم 2016–17. لكن الفريق بقيادة إنريكي فشلوا في الحفاظ على لقب الدوري الإسباني، وخرجوا من ربع النهائي في بطولة دوري الأبطال بعدما خسروا من نادي يوفنتوس الإيطالي بنتيجة 3–0 بمجموع المباراتين.، واكتفى أبناء المدرب إنريكي بتحقيق لقب بطولة الكأس وكانت المباراة النهائية في تلك البطولة الأخيرة لإنريكي كمدرب للنادي بعد ثلاث سنوات قضاها مدرباً للفريق حقق خلالها 9 بطولات.

#### سيطرة محلية وفشل أوروبي

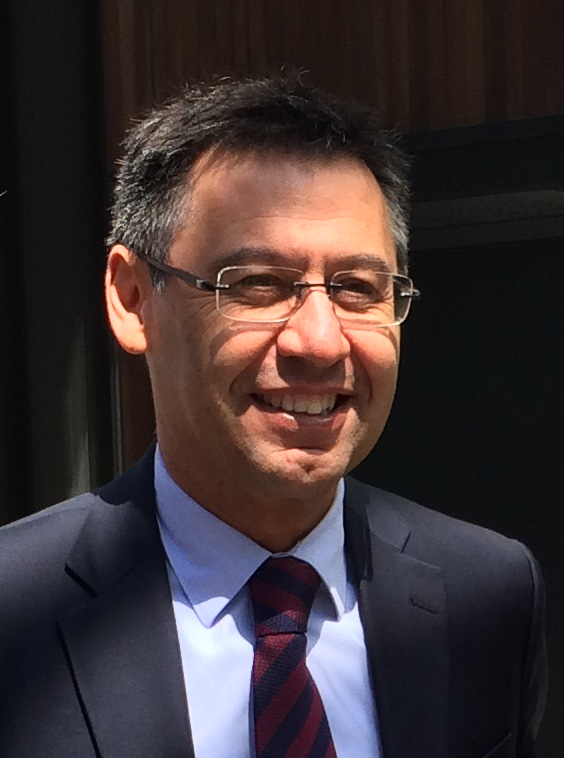
تصاعد الخلافات بين بارتوميو وميسي في الصيف 2020، بعد أن قدم ميسي طلباً للانتقال، لكن النادي أصر على بقاءه. كذلك كات بارتيمو سبباً في تدهور حال الفريق اقتصادياً وإدارياًَ، مما أجبر 20 ألف عضو في نادي برشلونة، بالتوقيع على مذكرة لإقالته من منصبه.

في 29 مايو 2017، سُمّي اللاعب السابق إرنستو فالفيردي خلفًا للويس إنريكي حيث وقع عقدًا لمدة عامين مع خيار لمدة عام آخر. بدأ فالفيدري موسمه الأول بشكل ناجح، محلياً على وجه التحديد، على الرغم من بدايته الغير موفقه ضد غريمه ريال مدريد في منافسات كأس السوبر الإسباني، حيث استطاع الريال من الفوز بلقاء الذهاب والإياب بنتيجة 1–3 و 0–2. لكن فالفيردي ولاعبيه عوضوا تلك الخسارة بحصدهم لثنائية الدوري والكأس. فاستطاع برشلونة من الفوز بقب لدوري الإسباني رقم 25 في تاريخه بعدم تصدر ترتيب البطولة من الجولة الثالثة. في 9 مايو 2018 فاز برشلونة على نادي فياريال ليحقق أطول سلسلة متتالية بدون هزيمة (43 مباراة) في تاريخ الدوري الإسباني، بعدها بعدة أيام وتحديداً في 13 مايو 2018 خسر في أول مباراة له، وكانت في الجولة ما قبل الأخيرة أمام نادي ليفانتي بنتيجة 4–5 لينتهي بذلك الرقم القياسي عند 43 مباراة بلا هزيمة. أما في منافسات كأس الملك فقاد فاز الفريق باللقب رقم 30، بعدما تغلب على نادي إشبيلية بنتيجة 0–5. أوروبياً لم تكن مسيرة الفريق مرضية حيث خرج من منافسات دوري الأبطال خسارته من نادي روما على الرغم من فوزهم ذهاباَ بفارق مريح، حيث فاز الفريق ذهاباً 4–1 لكنه خسر الإياب بنتيجة 3–0، لتصبح النتيجة النهائية 4–4 ويتأهل روما بعد تطبيق قانون أهداف خارج الأرض.
في موسم 2018–19، استطاع برشلونة الفوز بلقب كأس السوبر الإسباني للمرة 13، وكذلك بلقب الدوري للمرة 26 في تاريخه، لكنه خسر نهائي كأس الملك أمام نادي فالنسيا بنتيجة 1–2. تلك النجاحات المحلية فقدت قيمتها جراء الخروج المذل من منافسات دوري الأبطال، حيث خيم الحزن على رفاق فالفيردي والمشجعين بعد الخسارة وخالي الوفاض من بطولة دوري أبطال أوروبا، بسب الخسارة أمام نادي ليفربول على الرغم من فوزهم ذهاباَ بفارق مريح وبنتيجة 3–0، لكنه خسر الإياب بطريقة دراماتيكية بنتيجة 4–0 وليخرج خالي الوفاض من بطولة دوري أبطال أوروبا.
في 13 يناير 2020، وبعد الخسارة أمام أتلتيكو مدريد في كأس السوبر الإسباني، أُقيل إرنستو فالفيردي واستبدله المدرب كيكي سيتين مدرباً جديداً. كان برشلونة متصدراً للدوري، ثم توقف الدوري بسبب انتشار جائحة فيروس كورونا في إسبانيا، وبعد استكمال الدوري تراجع أداء الفريق وخسروا لقب الدوري لغريمهم ريال مدريد. وعلى الرغم من خسارة لقب الدوري، كان ما ززال للكتالونيين ملل ي إحراز لقب دوري أبطال أوروبا، وقد أبلوا بلاداً حسنا في بادئ الأمر حين تغلبوا على نابولي بنتيجة 3–1. لكن سرعان ما خسر برشلونة خسارة مهينة، حيث خسر بنتيجة 8–2 وهي أكبر نتيجة وأسوأ هزيمة في تاريخ النادي. هذا الفشل المحلي والقاري بالإضافة إلى موسم النادي الخالي من الألقاب أدى إلى زعزعة إدارة برشلونة؛ فبسببها أقيل مدير الكرة إريك أبيدال من منصبه وأقيل كذلك المدرب كيكي سيتين. بعد ذلك بيومين، عُيّن رونالد كومان مدربًا جديدًا لبرشلونة.

## عودة لابورتا وعصر ما بعد ميسي (2021– )

مخطط أداء برشلونة في الدوري 1929–2025

في 7 مارس 2021، تم انتخاب خوان لابورتا رئيسًا لنادي برشلونة بنسبة 54.28% من الأصوات. فاز برشلونة بكأس ملك إسبانيا للمرة الحادية والثلاثين، وهو الكأس الوحيدة تحت قيادة رونالد كومان، بعد فوزه على أثلتيك بلباو 4–0 في النهائي. في أغسطس 2021، وجد برشلونة نفسه غير قادر على الامتثال لمتطلبات اللعب المالي النظيف في الدوري الإسباني، وكشف عن ديون النادي البالغة 1.35 مليار يورو وفاتورة الأجور التي تمثل 103% من إجمالي الدخل. استمرت المفاوضات مع ليونيل ميسي، الذي دخل عامه الأخير في عقده، لبعض الوقت. ومع ذلك، في 5 أغسطس 2021، أعلن برشلونة أنه لن يتمكن من تجديد عقد ميسي بسبب لوائح الدوري الإسباني. ويأتي ذلك على الرغم من توصل النادي وميسي إلى اتفاق بشأن تفاصيل العقد الجديد. غادر ميسي النادي بعد 21 عامًا قضاها لاعبًا في برشلونة، والهداف التاريخي للنادي، ووقع في صفقة انتقال مجانية مع نادي باريس سان جيرمان الفرنسي. كما أدت التداعيات المالية إلى تقييد برشلونة في سوق الانتقالات، ونتيجة لذلك فإن معظم اللاعبين القادمين كانوا إما انتقالات مجانية أو إعارة، واضطروا إلى خفض أجور اللاعبين لتسجيل اللاعبين القادمين.
أدى الأداء الضعيف في الدوري الإسباني ودوري أبطال أوروبا إلى إقالة رونالد كومان في 28 أكتوبر، واستبداله بأسطورة النادي تشافي هيرنانديز. لم يتمكن تشافي من قلب الموازين في دوري أبطال أوروبا، وهبط برشلونة إلى الدوري الأوروبي لأول مرة منذ موسم 2003–04، ثم خرج من ربع النهائي. في الدوري المحلي، حسّن تشافي أداء برشلونة وقاده من المركز التاسع إلى الثاني، ضامنًا بذلك مكانًا في دوري أبطال أوروبا الموسم المقبل. ومع ذلك، وهذا يعني أيضًا أن برشلونة أنهى البطولة بدون أي لقب بعد خروج كأس السوبر وكأس ملك إسبانيا في وقت سابق.
في 15 يناير 2023، قاد تشافي برشلونة إلى لقبه الأول منذ كأس ملك إسبانيا 2021، حيث فاز الكاتالونيون على ريال مدريد 3–1 في نهائي كأس السوبر الإسباني
. في 14 مايو 2023، حسم برشلونة لقبه السابع والعشرين في الدوري رياضيًا قبل أربع مباريات من نهاية الموسم، وهو الأول في حقبة ما بعد ميسي.